# Municipio de Polonia
El municipio de Polonia (en inglés: Polonia Township) es un municipio del condado de Roseau, Minnesota, Estados Unidos. Tiene una población estimada, a mediados de 2021, de 24 habitantes.
Abarca un área exclusivamente rural.

## Geografía
Está ubicado en las coordenadas 48°46′6″N 96°19′42″O / 48.76833, -96.32833. Según la Oficina del Censo de los Estados Unidos, tiene una superficie total de 95.10 km², de la cual 95.07 km² corresponden a tierra firme y 0.03 km² son agua.

## Demografía
Según el censo de 2020, en ese momento había 26 personas residiendo en la zona. La densidad de población era de 0.3 hab./km². El 88.46 % de los habitantes eran blancos y el 11.54 % eran de una mezcla de razas. Del total de la población, el 3.85 % era hispano o latino.